# Maison de Vasari
La maison de Vasari (en italien : Casa Vasari) est un bâtiment situé via XX Settembre 55 à Arezzo, résidence familiale du peintre, architecte et historien de l'art Giorgio Vasari. Elle conserve des pièces ornées de fresques.
Depuis décembre 2014, le ministère de la Culture le gère par l'intermédiaire du Centre des musées de Toscane, devenu en décembre 2019 la Direction régionale des musées.

## Histoire

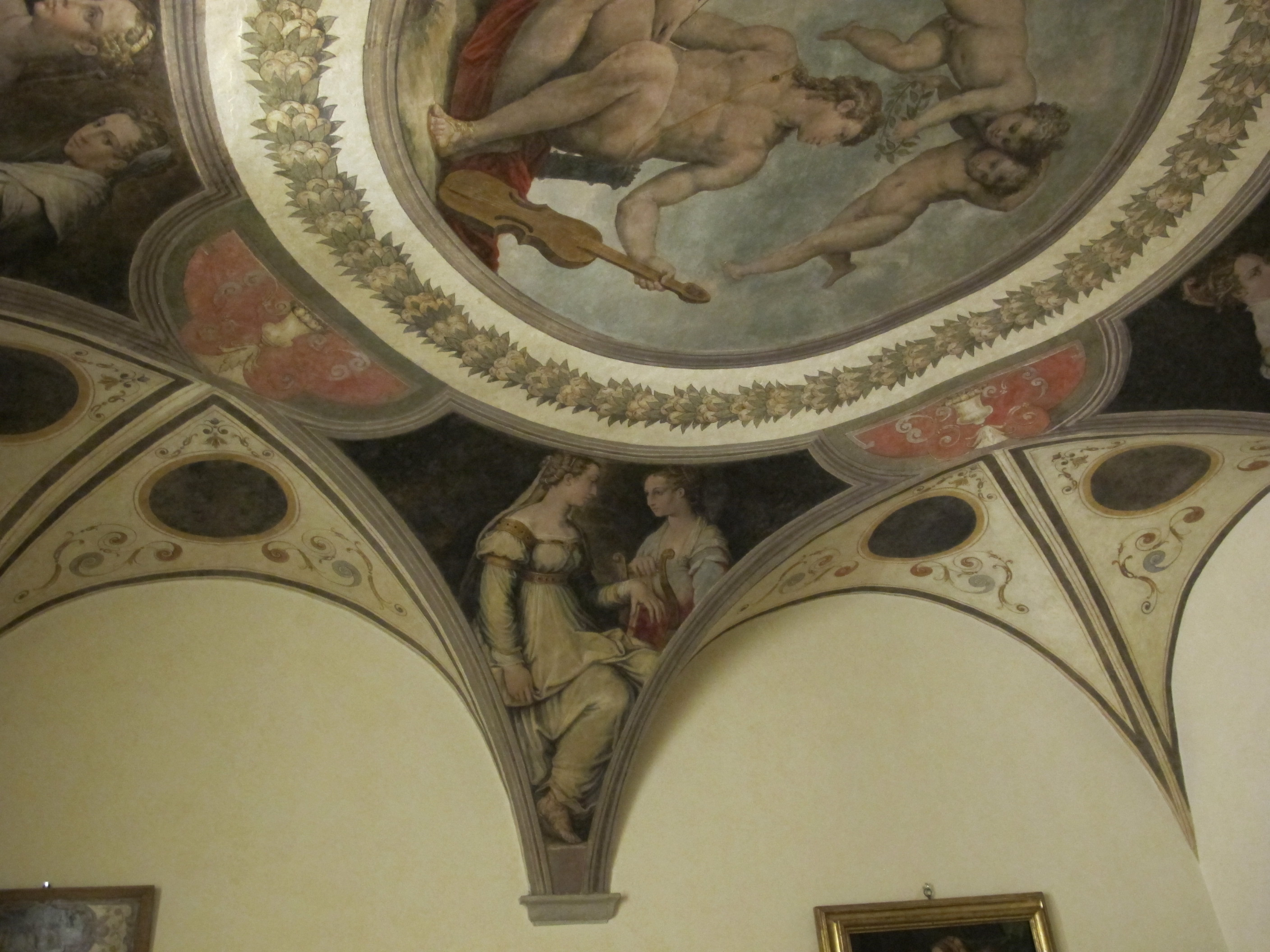
Salle des Muses.

Giorgio Vasari achète le terrain où se trouve la maison en construction en 1541, dans un quartier appelé « bourg de San Vito », du nom de la petite église du XIIIe siècle des saints Vito et Modesto, au nord du centre historique d'Arezzo. Il commence sa décoration en 1542. En 1550, il épouse Niccolosa Bacci et s'y installe avec sa femme. Occupé entre Florence, Rome et ses voyages, il y vit pendant de courtes périodes, mais intervient directement tant dans les travaux d'achèvement que de décoration, y compris l'ensemble du mobilier aujourd'hui dispersé. Il conçoit également une façade qui ne fut jamais construite. Avec diverses interruptions et grâce à l'aide de ses élèves, le projet décoratif des fresques est achevé en 1568.
La maison constitue un exemple de l'une des maisons d'artiste et de résidence de goût maniériste les mieux conservées de la région. Elle est la propriété des héritiers de Vasari jusqu'à leur extinction en 1687, date à laquelle elle passe à la Fraternita dei Laici. Elle est ensuite vendue à des familles, d'abord aux Brozzi, puis en 1871 aux Paglicci qui la conservent jusqu'en 1911, date à laquelle elle est achetée par l'État italien, pour en faire un musée ouvert au public. Initialement, le musée est constitué de meubles d'époque et de quelques œuvres appartenant à la municipalité d'Arezzo et à la Fraternita dei Laici.
Dans les années 1950, les meubles sont enlevés et une pinacothèque est créée, avec une soixantaine de tableaux sortant des entrepôts des Galeries florentines, exécutés par des collaborateurs de Vasari ou des contemporains, dans le but de consacrer le musée à la période maniériste, avec notamment les artistes définis comme des « peintres de cabinet », des artistes qui vers 1570 collaborèrent avec Vasari à la décoration du studiolo de François Ier au Palazzo Vecchio, parmi lesquels Jacopo Zucchi, Carlo Portelli da Loro, Mirabello Cavalori, Francesco Morandini, Alessandro Allori, Perin del Vaga, Jan van der Straet, Maso da San Friano, Santi di Tito, et d’autres d’Arezzo et des Florentins.
En 2011, à l'occasion du cinq centième anniversaire de la naissance de Vasari, des travaux de modernisation sont réalisés dans la maison pour accueillir les visiteurs du musée ; la galerie de peintures est aménagée selon de nouveaux critères.
La maison abrite également les archives Vasari.

## Description

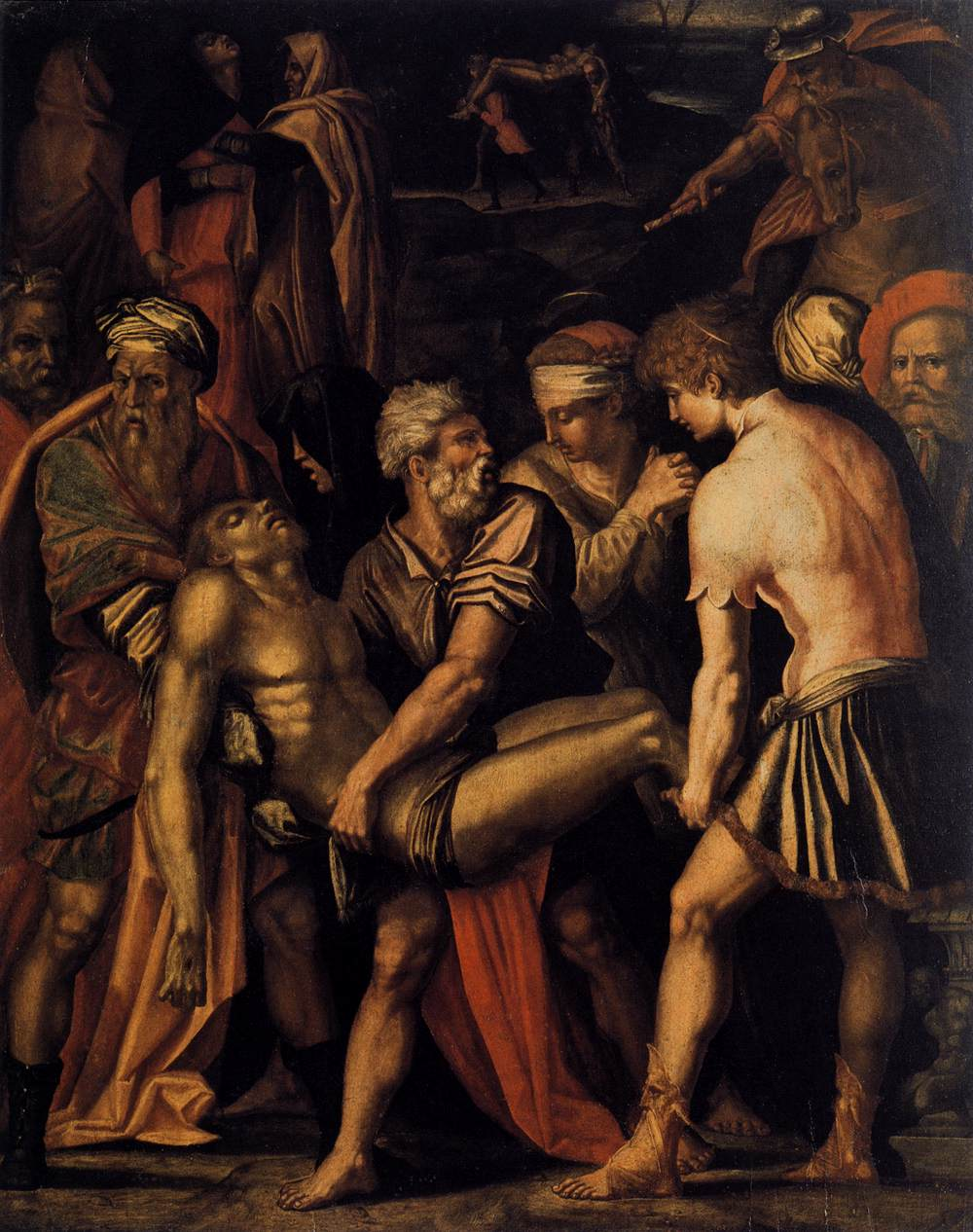
Giorgio Vasari, Déposition, Casa Vasari.

Vasari a tracé dans sa maison un portrait allégorique idéal de sa vie artistique dominée par les muses, dont chaque élément du décor est susceptible d'une lecture symbolique.
L'étage noble est accessible par un escalier surmonté du Buste de Giorgio Vasari d'un artiste toscan inconnu des XVIe et XVIIe siècles. La première salle est celle de la Cheminée, décorée de fresques par Vasari en 1548 avec l'Expulsion de l'Envie et de la Fortune par la Vertu au plafond et sur les murs des figures allégoriques, des paysages et des histoires des peintres de l'Antiquité. À droite se trouve la petite chapelle, avec une Madone de Fra Paolino et un sol rare en majolique original du XVIe siècle.
Le couloir de Cérès, ou des Dragons, présente quelques peintures maniéristes tardives, dont une Circoncision attribuée à Mirabello Cavalori et la Mort d'Adonis de Jacopo Zucchi. À gauche, la Chambre Nuptiale présente un plafond décoré d'une fresque de Vasari d'Abraham parmi les figures allégoriques de la Paix, de la Concorde, de la Vertu et de la Modestie. Parmi les peintures figurent l'Aumône de saint Nicolas de Jan van der Straet, le Christ porté au tombeau par le jeune Vasari et, par le même, un Judas. Le couloir, décoré de portraits principalement toscans du XVIe siècle, mène à l'ancienne cuisine, décorée de fresques de Raimondo Zaballi en 1827. La Chambre d'Apollon a été décorée de fresques par le propriétaire de la maison avec Apollon et les Neuf Muses et l'Allégorie de l'Amour conjugal, où se trouve le portrait de son épouse, Nicolosa Bacci. Parmi les peintures exposées figurent le Saint François d'Alessandro Allori, le miroir avec Prudence, qui lui est attribué, la Maison du Soleil de Francesco Morandini, le Saint Jérôme et la Fortune de Jacopo Ligozzi.
Dans la Chambre des Gloires, Vasari a peint la Gloire au plafond et les quatre Arts, son autoportrait et les portraits des artistes d'Arezzo ou de la région d'Arezzo sur les corbeaux et les lunettes (beaucoup repeints) : Lazzaro Vasari, Luca Signorelli, Spinello Aretino, Bartolomeo della Gatta, Michel-Ange et Andrea del Sarto. La Crucifixion est de Jan van der Straet (1581), la terre cuite vernissée polychrome avec Galba d'Andrea Sansovino, la table de la Charité de Carlo Portelli da Loro. Une petite pièce attenante contient la maquette en bois de la Loggia de Vasari construite à Arezzo, la Vierge à l'Enfant, Sainte Élisabeth et Saint Jean de Santi di Tito et trois compartiments de prédelle de Maso da San Friano.

### Jardin
Probablement planté depuis la construction de la maison, le jardin surélevé au-dessus du niveau de la rue servait principalement de jardin potager, comme le rappelle Vasari lui-même dans une note liée à l'achat du terrain (« pour créer de beaux potagers »). La construction d'une orangerie démontre la présence d'un jardin à l'italienne depuis l'Antiquité, aujourd'hui relancé avec la construction de parterres géométriques qui remontent, en gros, à l'agencement du début du XXe siècle, restaurés en 1975-1981. Quelques essences médicinales ont été récemment ajoutées.
Un ancien bassin en pierre se trouve au centre des plus grands parterres de fleurs.

## Archives Vasari

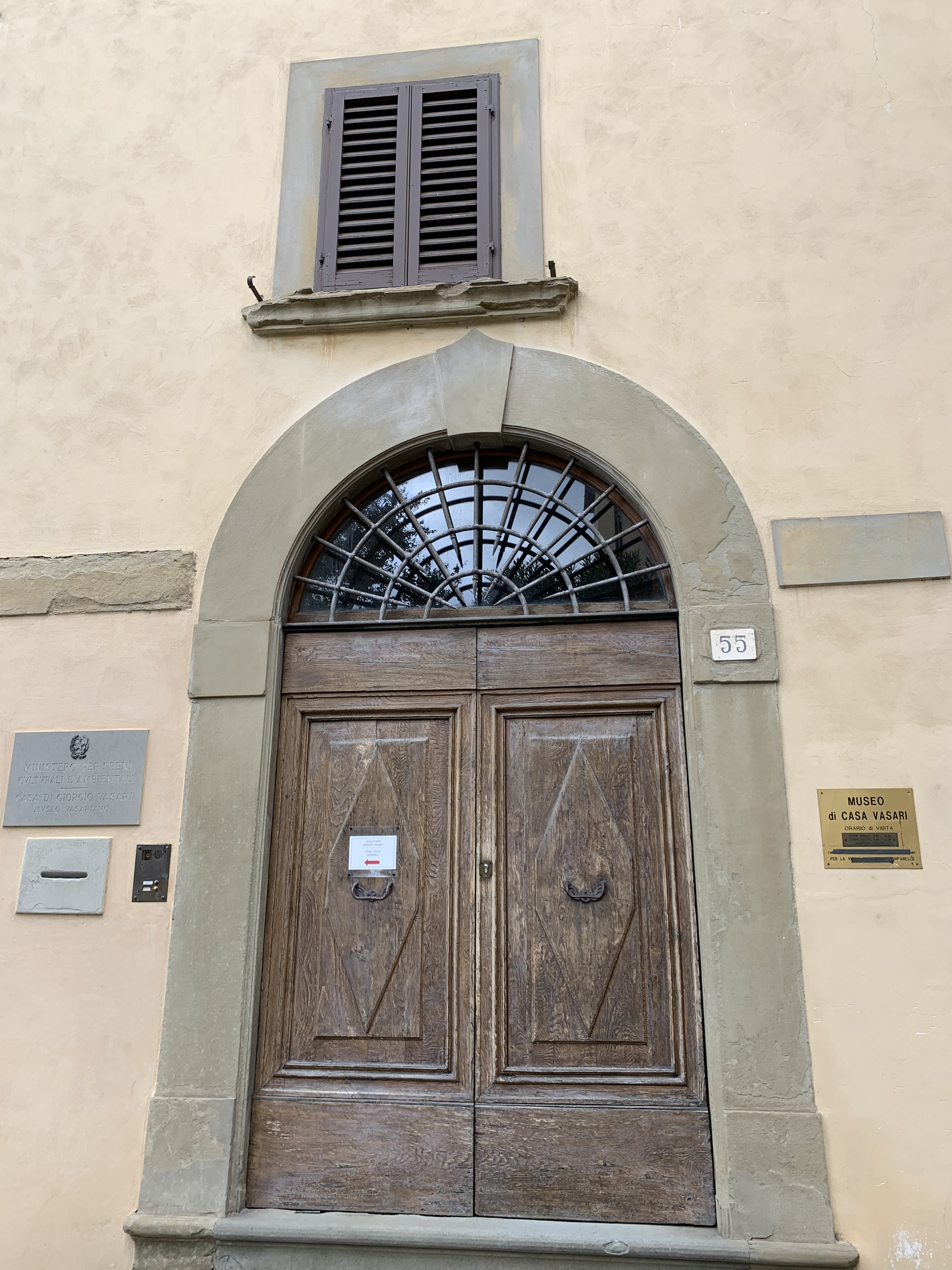
Porte d'entrée.

Les Archives Vasari constituent l'une des sources les plus précieuses pour l'étude de l'histoire de l'art du XVIe siècle et, plus généralement, représentent - sur le plan historique, littéraire et culturel - un « aperçu » du XVIe siècle et de la Renaissance d'une grande valeur, constituant l'un des ensembles documentaires privés les plus importants (sinon le plus important) qui existent.
Les Archives de Giorgio Vasari, avec les livres de contrats et les documents relatifs à l'administration de ses propriétés, avec ses notes de travail, ses souvenirs et la correspondance avec les nombreux personnages illustres de l'époque, constituent un important patrimoine d'écrits autographes du XVIe siècle.
Cette collection a acquis une valeur inestimable grâce aux 17 lettres autographes de Michel-Ange adressées au « cher ami Giorgio Vasari », accompagnées de trois sonnets, également autographes, et de trois dessins originaux de l'artiste.
Les Archives Vasari appartiennent à la famille Festari à partir de 1985, année au cours de laquelle elles ont été héritées des précédents propriétaires, les Florentins Rasponi-Spinelli, qui en 1921 les avaient concédées en dépôt perpétuel à la municipalité d'Arezzo, afin qu'elles soient conservées et valorisées. Depuis les années 1980, les archives ont été au centre de conflits juridiques qui ont opposé la municipalité d'Arezzo en tant que dépositaire à la famille qui en est devenue propriétaire. Depuis 2017, elles appartiennent à l'État italien à la suite d'une expropriation.